# ヒメマサキ
ヒメマサキ（姫柾木、学名：Euonymus boninensis ） は、ニシキギ科ニシキギ属の常緑の低木ないし小高木。

## 特徴
樹高は2-4mになる。幹の樹皮は黒褐色、若い枝は緑色でなめらか。葉は年枝ごとに1-4対対生し、ときに各対がつまって輪生状になる。葉身は長さ2.5-8cm、幅1.2-5cm、形は卵円形ないし狭倒卵形で、先端は円いか、ときに、ややとがり、基部はくさび形ないし円形で葉柄に流れる。縁には基部付近を除いて不明瞭な粗い鋸歯がある。葉の質は薄く、マサキと比べると厚みや光沢が少ない。葉柄は長さ3-7mmになる。
花期は4月頃。今年枝の下部の葉腋および芽鱗痕わきから長さ3-4cmになる集散花序を上向きに伸ばす。総花柄は長さ2-3cmで、その先に径約5mmの黄緑色の小さい花を7-15個つける。花柄は長さ2-3mmになる。萼裂片は4個で、半円形で径約1.5mm。花弁は4個あり、楕円形で長さ約3mmになる。雄蕊は4本あり長さ約2mm。花柱は1本あり長さ約1mm。果実は蒴果で冬に熟し、径約8-10 mmの扁球状で緑褐色になり、さらに熟すと4個に裂開し、その中から橙赤色の種子が露出する。

## 分布と生育環境
小笠原諸島の固有種。小笠原諸島の聟島、父島、母島、姉島、妹島に分布し、各島の低木林、海岸に近いやや湿った場所、日当たりのよい中腹地の林縁、潮風が当たる稜線などに生育する。

## 和名、学名の由来
牧野富太郎は、日本本土のマサキに比べ、葉質が薄く、厚みも光沢も少ないことから、ヒメマサキ（姫柾木）というのであろうとしている。
種小名の boninensis は、小笠原諸島のMunin-Sima（無人島）から転用している。

## 保全状況評価
絶滅危惧II類 (VU)（環境省レッドリスト）